# Sa Pobla
Sa Pobla är en kommun i Spanien. Den ligger i den autonoma regionen Balearerna i östra delen av landet. Antalet invånare är 14 630 (2024). Sa Pobla ligger på ön Mallorca. Arean är 48,59 kvadratkilometer. Sa Pobla gränsar till Alcúdia, Muro, Llubí, Inca, Búger, Campanet och Pollença. 